# Adriana Pasquali
Adriana Pasquali (Padova, 5 giugno 1928 – Bolzano, 21 aprile 2020) è stata un'avvocata e politica italiana.

## Biografia
Nata a Padova, visse prevalentemente a Bolzano.
Laureatasi in giurisprudenza a Bologna nel 1949 all'età di 21 anni, svolse la professione legale nello studio di famiglia. Fu la prima donna della provincia autonoma di Bolzano a esercitare la professione di avvocato e anche la prima in corte di Cassazione. Nel 1970, quando in Italia entrò in vigore la legge sul divorzio, fu la prima donna a presentare richiesta. Nel biennio 1984-85 presiedette la Camera degli avvocati di Bolzano. Dal 1986 al 1989 fu a capo della Camera degli avvocati regionali della Camera di difesa, e dal 1987 al 1992 fu membro del comitato esecutivo dell'Associazione degli avvocati della Camera di difesa in Italia.
Membro del Movimento Sociale Italiano - Destra Nazionale, e dal 1995 di Alleanza Nazionale, nel 1996 fu eletta rappresentante della coalizione di centrodestra nella circoscrizione elettorale di Bolzano-Laives al Senato italiano, del quale fece parte fino al 2001.